# Aderpas nyassicus
Aderpas nyassicus är en skalbaggsart som beskrevs av Stefan von Breuning 1935. Aderpas nyassicus ingår i släktet Aderpas och familjen långhorningar.
Artens utbredningsområde är Malawi. Inga underarter finns listade i Catalogue of Life.